# Сан Фока (Порденоне)
Сан Фока је насеље у Италији у округу Порденоне, региону Фурланија-Јулијска крајина.
Према процени из 2011. у насељу је живело 530 становника. Насеље се налази на надморској висини од 143 м.